# Isla Margarita
Isla Margarita is het grootste eiland van de deelstaat Nueva Esparta in Venezuela, gelegen in de Caraïben aan de noordoostkust van het land. De staat heeft twee kleinere eilanden: Coche en Cubagua. De hoofdstad is La Asunción en deze is gelegen in een riviervallei met dezelfde naam. Primaire industrieën zijn toerisme, visserij en bouw. Er wonen ongeveer 425.000 mensen op het eiland en de oppervlakte is 1150 km².
De grootste stad van het eiland is Porlamar, die bekendstaat als commercieel centrum en wemelt van winkels. De stad ligt dicht bij de tweede grootste plaats van het eiland, Pampatar. Het klimaat is zeer zonnig en droog, met temperaturen van 24 tot 37°C. Het eiland heeft vele stranden, van vrijwel verlaten tot zeer druk bezochte stranden. Playa El Agua in het noorden van het eiland is het populairste met 4 kilometer aan fijn zand. Het strand Playa El Yaque staat internationaal bekend als uitstekende locatie voor windsurfen.
In de 17e eeuw werden voor de kust oesterbanken gevonden. Het eiland was vermaard om zijn parels waaronder de beroemde grijze Saraparel. De oesterbanken rond dit eiland waren al in 1650 uitgeput. De oesters moeten tot de soort Pinctada imbricata oftewel Pinctada radiata hebben behoord.

## Galerij

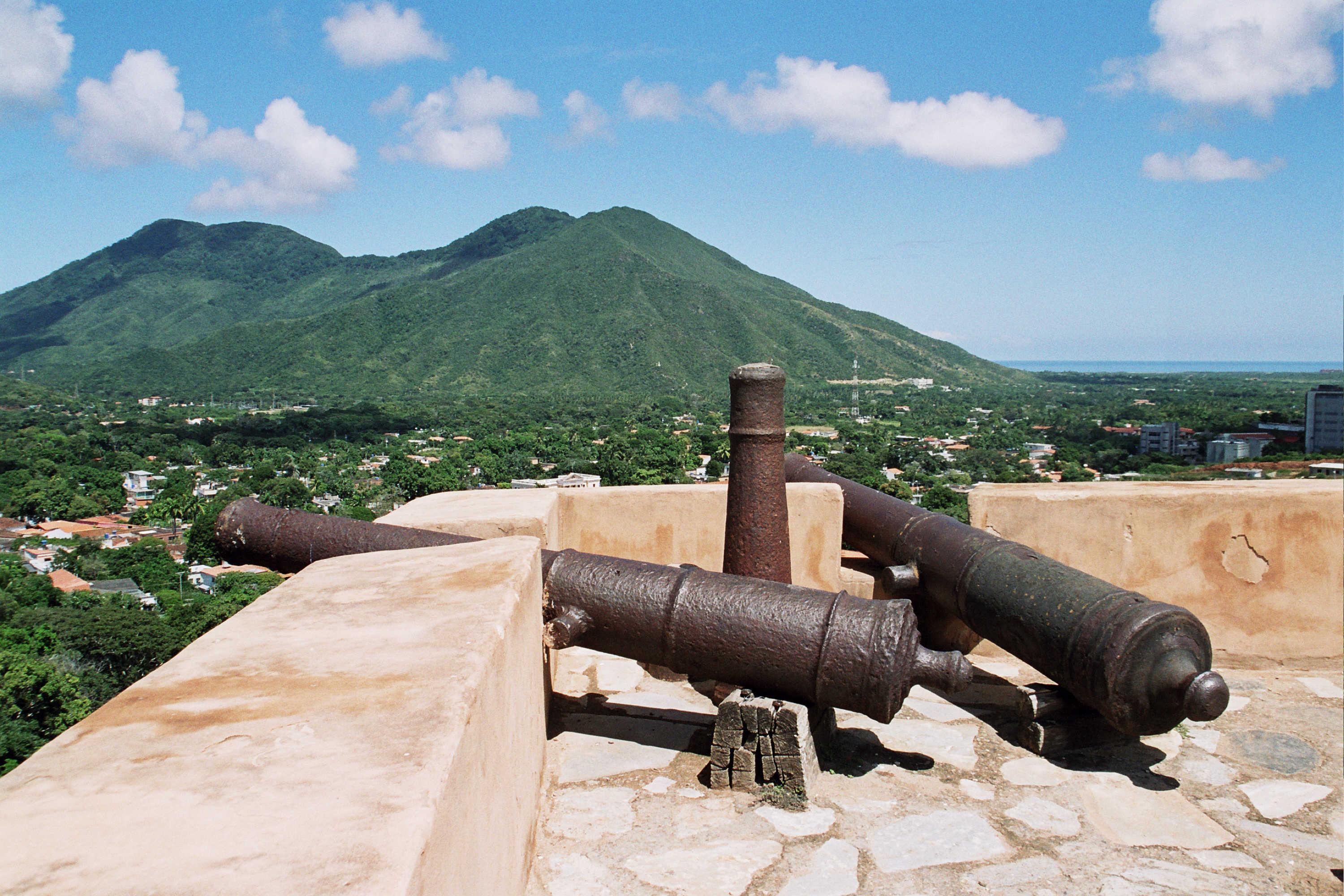
Kasteel van Santa Rosa
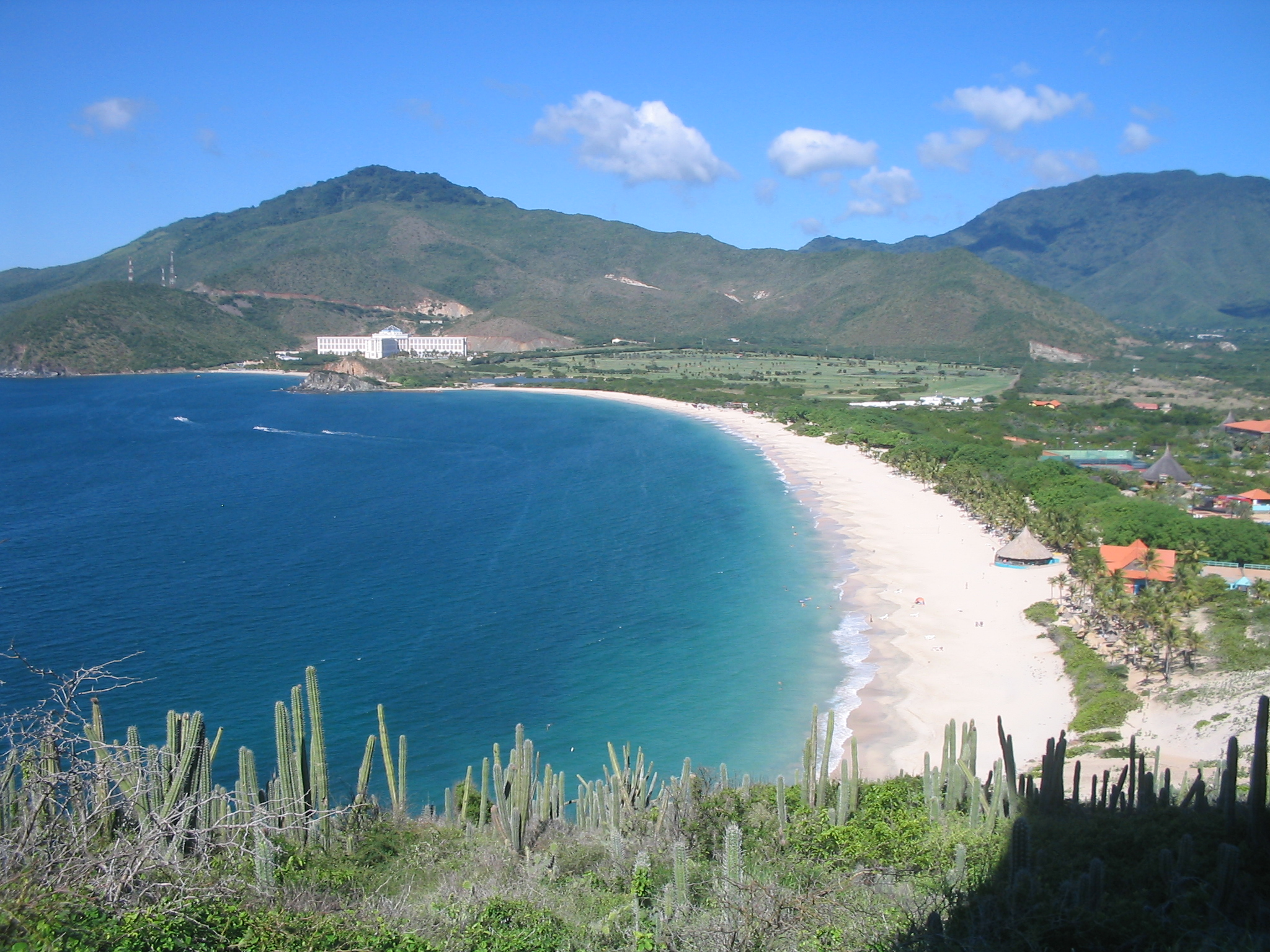
Playa Puerto Cruz
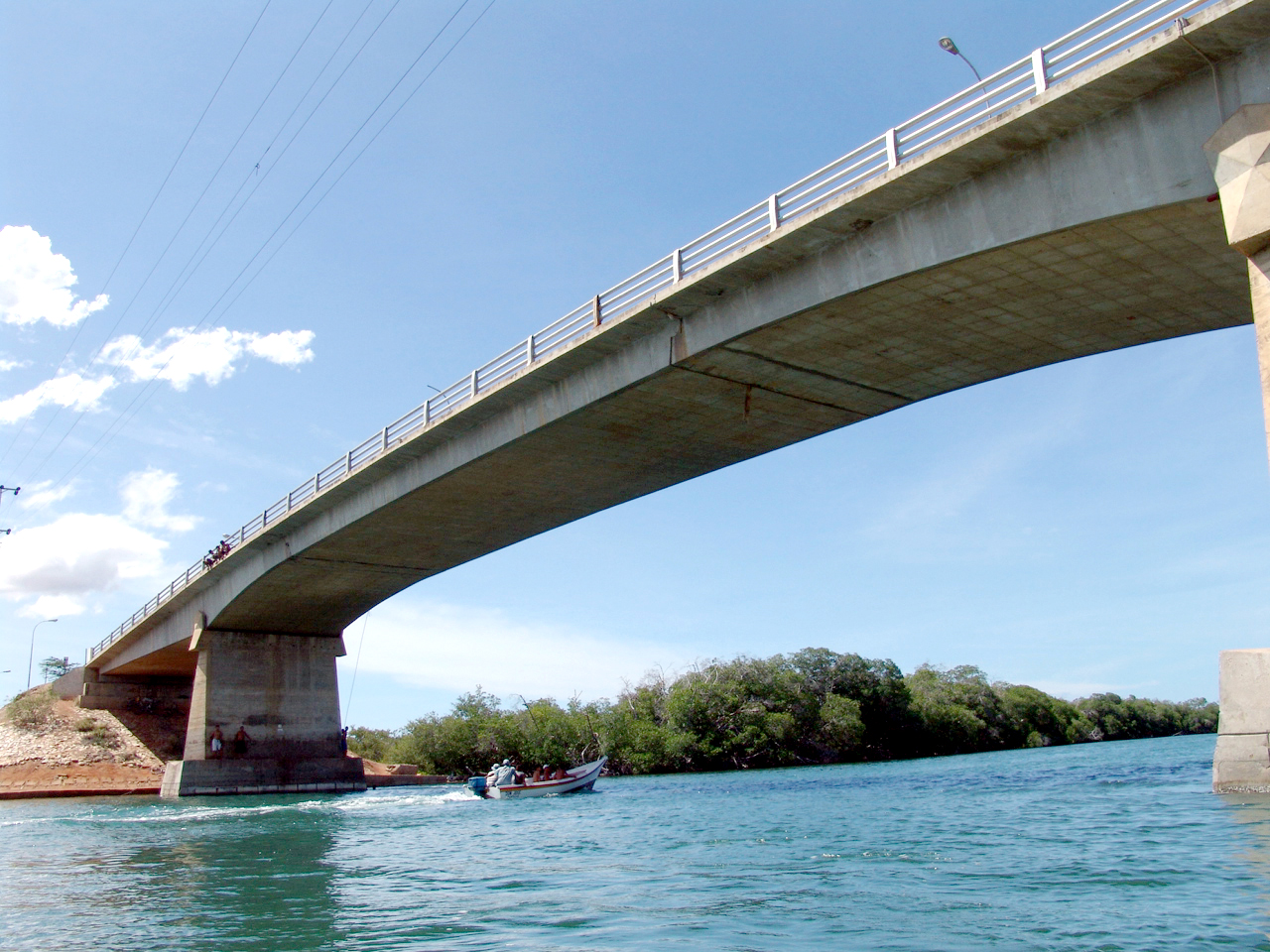
Puente la Restinga